# 키다리 갈도르
갈도르(Galdor)는 《실마릴리온》의 등장인물이다. 그는 태양의 1시대 당시 하도르의 세 자식 중에 장남으로 태어나 다고르 브라골라크로 부친이 죽은 후 족장이 되었다. 자식으로 후린과 후오르를 낳았다. 최후에 에이셀 시리온에서 화살을 맞고 죽었다.
그의 자식으로 후린, 후오르가 있다.

## 기타
작중에 이 이름을 가진 사람이 여럿 있었다.